# Liste der Monuments historiques in Bois-d’Arcy (Yvelines)
Die Liste der Monuments historiques in Bois-d’Arcy (Yvelines) führt die Monuments historiques in der französischen Gemeinde Bois-d’Arcy auf.

## Liste der Bauwerke
| Bezeichnung       | Beschreibung | Standort                         | Kennzeichnung | Schutzstatus | Datum | Bild           |
| ----------------- | ------------ | -------------------------------- | ------------- | ------------ | ----- | -------------- |
| Batterie des Fort | Erbaut 1875  | 7, rue Alexandre Turpault (Lage) | PA00087792    | Inscrit      | 1991  | weitere Bilder |

## Liste der Objekte
- Monuments historiques (Objekte) in Bois-d’Arcy (Yvelines) in der Base Palissy des französischen Kultusministeriums